# Hassan (tribus)
Hassan es el nombre otorgado a las tribus guerreras tradicionalmente dominantes de los saharauis - áreas moriscas de la actual Mauritania, el sur de Marruecos y el Sahara Occidental . Aunque las líneas se desdibujaron por los matrimonios mixtos y la re-afiliación tribal, los Hassane fueron considerados descendientes de la tribu árabe Maqil Beni Hassan (de ahí el nombre). Tenían poder sobre las tribus zawiya (religiosas) y sanhaya (sirvientes) descendientes de los bereberes de Sanhaya, y les extraían el impuesto horma a cambio de protección armada.
De vez en cuando, como en el caso de las importantes tribus Tikna y Erguibat, los grupos bereberes Zawāyā accedía al estatus de Hassane al crecer en poder y prestigio y emprender incursiones armadas; posteriormente a menudo se arabizaban culturalmente para adaptarse a la imagen predominante de las tribus hassan como árabes "originales". 
Un buen ejemplo de una tribu Hassan son la tribu Oulad Delim, ubicadas preferentemente en el Río de Oro, que se considera uno de los descendientes más puros del Beni Hassan.